# لو فريزر
لو فريزر (بالإنجليزية: Lou Frazier)‏ هو لاعب كرة قاعدة أمريكي، ولد في 26 يناير 1965 في سانت لويس في الولايات المتحدة.

## وصلات خارجية
- لو فريزر على موقعبيزبول رفرنس.كوم (الدوري الرئيسي) (الإنجليزية)
- لو فريزر على موقعبيزبول رفرنس.كوم (الدوري الثانوي) (الإنجليزية)